# シュティルフリート・アンド・アンデルセン

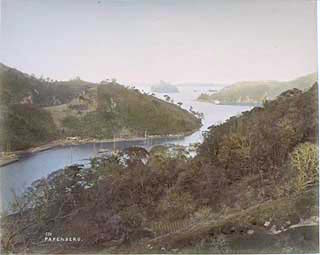
シュティルフリート・アンド・アンデルセンの着色写真、「高鉾島」

シュティルフリート・アンド・アンデルセン（Stillfried & Andersen）はライムント・フォン・シュティルフリートとヘルマン・アンデルセンが横浜に設立し、1876年から1885年まで営業していた写真スタジオである。日本写真社（Japan Photographic Association）とも称した。職人の着色による肖像写真と風景写真で知られる。またフェリーチェ・ベアトが撮影したネガも引き継いでおり、プリントを販売していた。

## 社歴
オーストリアの貴族（男爵）であるシュティルフリートは、1860年代の初頭から中ごろにかけ、少なくとも2度日本を訪問しているが、1868年から横浜に居住し、そこでベアトから写真を学んだ。1871年8月には、写真スタジオStillfried & Co.を設立。1875年にはアンデルセンが入社し、翌1876年からは二人の共同経営でシュティルフリート・アンド・アンデルセンが設立された。
会社はまた日本写真社とも称しており1875年にはその名前で登録されている。1885年まで、双方の名前を適宜使い分けていた。
1877年にシュティルフリート・アンド・アンデルセンは、フェリーチェ・ベアトのネガを購入、シュティルフリートの作品と合わせて、その年に日本の風景と装束（Views and Costumes of Japan）を出版した。
二人の共同経営は、法的には1878年に解消されたが、アンデルセンは会社の名前を使い続けた。その後両者の間、さらにはシュティルフリートの兄弟まで巻き込んだ法廷闘争が繰り広げられた。1885年に日下部金兵衛がシュティルフリートのオリジナル・ネガの一部を購入、1880年から1890年の初めにかけて日下部が出版した写真集にシュティルフリートの撮影した写真が使われている。1885年、シュティルフリート・アンド・アンデルセンは最終的にアドルフォ・ファルサーリに買収されたが、そのときには二人とも既に日本を離れていた。1886年2月、ファルサーリのスタジオは火災にあい、その際にシュティルフリート・アンド・アンデルセンのネガも燃えてしまった。

## 参考
- Bennett, Terry. Early Japanese Images (Rutland, Vermont: Charles E. Tuttle Company, 1996), 42-44.
- Clark, John. Japanese Exchanges in Art, 1850s to 1930s with Britain, continental Europe, and the USA: Papers and Research Materials (Sydney: Power Publications, 2001).
- Dobson, Sebastian. "Yokohama Shashin". In Art & Artifice: Japanese Photographs of the Meiji Era – Selections from the Jean S. and Frederic A. Sharf Collection at the Museum of Fine Arts, Boston (Boston: MFA Publications, 2004), 15-28, 37.
- Edel, Chantal. Mukashi, Mukashi: Le Japon de Pierre Loti, photographies par Beato et Stillfried (Paris: Arthaud, 1984), 15.
- Gartlan, Luke. "A Chronology of Baron Raimund von Stillfried-Ratenicz (1839-1911)". In Japanese Exchanges in Art, 1850s to 1930s with Britain, continental Europe, and the USA: Papers and Research Materials (Sydney: Power Publications, 2001), 125-.
- Handy, Ellen. "Tradition, Novelty, and Invention: Portrait and Landscape Photography in Japan, 1860s-1880s". In A Timely Encounter: Nineteenth-Century Photographs of Japan (ex. cat.; Cambridge, Massachusetts: Peabody Museum Press, 1988), 57.
- Rosenberg, Gert. Wilhelm Burger: Ein Welt- und Forschungsreisender mit der Kamera: 1844-1920 (Vienna: Christian Brandstätter, 1984), 25-26.
- Rosenblum, Naomi. A World History of Photography (New York: Abbeville Press, 1984), 172.
- Turner, Jane, ed. The Dictionary of Art, vol. 29 (New York: Grove, 1996), 663.
- Worswick, Clark. Japan: Photographs, 1854-1905 (New York: A. Knopf, 1979), 134-135, 144, 147.